# قشقونه العلياء (مهاباد)
قرية قشقونه العلياء (بالكردية: قەشقوونەی سەرێ) هي إحدى القرى التابعة لـمنغور الشرقية في ريف قسم خليفان من مقاطعة مهاباد، في محافظة أذربیجان الغربیة الإيرانية.

## السكان
حسب إحصاءات سنة 2006، بلغ إجمالي السكان في قشقونه العلياء 62 نسمة وعدد المساكن 6 مسكن. لغة سكان قشقونه العلياء هي اللغة الكردية و هم من أهل السنة والجماعة والمذهب الشافعي.